# Albumine
 (décembre 2018).
Si vous disposez d'ouvrages ou d'articles de référence ou si vous connaissez des sites web de qualité traitant du thème abordé ici, merci de compléter l'article en donnant les références utiles à sa vérifiabilité et en les liant à la section « Notes et références ».

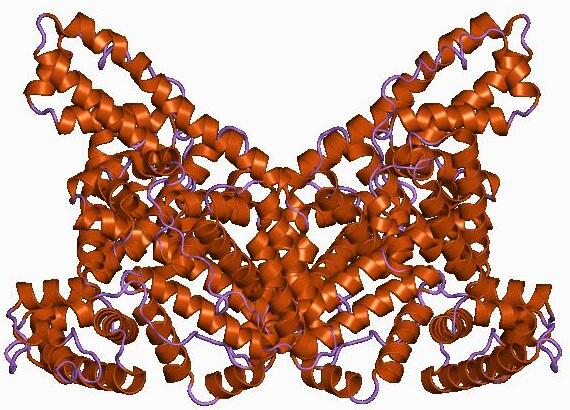
Structure moléculaire de l'albumine

Les albumines, ou albixines (du latin albus, blanc) sont des protéines globulaires solubles dans l'eau pure, moins dans l'eau salée. Leur masse est d'environ 65 kDa, elles sont composées d'environ 580 acides aminés et ne contiennent pas de résidus de glucides.
Chez les mammifères, ce sont des protéines plasmatiques produites par le foie. Elles font partie des rares protéines du plasma sanguin à ne pas être glycosylées, c'est-à-dire qu'elles ne comportent pas de portion osidique ajoutée par un processus enzymatique. Par contre, elles font partie de la fructosamine (l'ensemble des protéines glyquées présentes dans le sérum), elles peuvent donc être glyquées. Le blanc d'œuf est lui aussi constitué d'albuminoïdes. On les trouve dans le lait, dans les muscles et dans le plasma sanguin.
Elles sont également présentes dans les végétaux ; elles sont en particulier abondantes dans les haricots, les fèves, les asperges et dans les graines de plusieurs plantes oléagineuses. Les substances protéiques que l'on trouve dans les sucs végétaux sont connues sous le nom d'albumine végétale.

## Chimie
Les albumines sont un groupe de protéines simples formées de carbone, d'hydrogène, d'oxygène, d'azote et d'un petit pourcentage de soufre. L'albumine est coagulable sous l'action de la chaleur, des acides minéraux, de l'alcool, de l'éther. Elle est soluble dans l'eau et dans les solutions faiblement concentrées de sel.
La sérumalbumine humaine (ou albumine sérique humaine) comporte 585 acides aminés et sa masse moléculaire est d'environ 65 à 70 kilodaltons. La demi-vie de l'albumine dans le sang humain est d'environ 20 jours. Le point isoélectrique de la sérumalbumine est de 4,9.

## Fonction

### Rôle chez les vertébrés
L’albumine est essentielle pour le maintien de la pression osmotique indispensable à la bonne répartition des liquides entre les vaisseaux sanguins et les tissus ou le milieu interstitiel.

### Rôle chez l'être humain
L'albumine sérique est la protéine principale du plasma sanguin humain. L’intervalle normal de concentration en albumine dans le sang est de 34 à 46 g L−1, mais la moyenne reste généralement de 40 g L−1 et elle représente habituellement environ 60 % des protéines plasmatiques ; toutes les autres protéines du plasma sont désignées collectivement sous le nom de « globulines ». Elle lie l'eau, les cations (tels que Ca2+, Na+ et K+), les acides gras, les hormones (en particulier les hormones liposolubles), la bilirubine, la thyroxine (T4) et les produits pharmaceutiques (y compris les barbituriques) : sa fonction principale est de réguler la pression oncotique du sang. L'alpha-fœtoprotéine (alpha-fœtoglobuline) est une protéine plasmatique qui lie divers cations, acides gras et bilirubine. La protéine de liaison à la vitamine D, qui appartient à la famille des albumines, se lie à la vitamine D et à ses métabolites, ainsi qu'aux acides gras.
L'albumine sérique humaine a démontré son rôle dans l'immunité innée contre certaines infections bactériennes. En particulier, elle a montré sa capacité à se lier à la toxine B de Clostridioides difficile, entravant ainsi son entrée dans les entérocytes.

### Fonctions
- Maintien de la pression osmotique[7]
- Transport des hormones thyroïdiennes
- Transport d'autres hormones, en particulier les hormones liposolubles
- Transport des acides gras libres
- Transport de la bilirubine non conjuguée
- Transport de nombreuses drogues
- Transport du tryptophane[8]
- Liaison compétitive aux ions calcium (Ca2+)
- Tampon pH
- Réserve en acides aminés

## Utilisations
Comme l'albumine coagule lorsqu'elle est chauffée à 71 °C, elle est utilisée pour supprimer des précipités troubles et clarifier les solutions dans le raffinage du sucre et dans d'autres procédés. L'albumine forme des composés insolubles avec de nombreux sels métalliques tels que le chlorure de mercure(II), le sulfate de cuivre, le nitrate d'argent. Une pâte d'albumine mélangée à de l'hydroxyde de calcium (chaux éteinte) se transforme en une masse très dure, utilisée comme ciment pour réparer les poteries cassées.
Elle peut également être utilisée comme succédané (substitut du plasma) en cas d'hypovolémie à la suite d'un état de choc.
En photographie, elle était utilisée au XIXe siècle pour l'impression à l'albumine.

### En médecine
Le taux diminué d'albumine dans le sang est appelé hypoalbuminémie. Elle peut être abaissée dans certaines circonstances :
- cirrhose (le plus souvent) ;
- baisse de production (famine, dénutrition) ;
- excrétion excessive par les reins : syndrome néphrotique ;
- entéropathies entraînant des pertes protéiques.

Certains cas imposent la perfusion d'albumine :
- hypoalbuminémie sévère (concentration inférieure à 22 g L−1)[9] ;
- syndrome néphrotique réfractaire[9] ;
- ictère nucléaire du nourrisson[9] ;
- choc hypovolémique de l'enfant et de la femme enceinte[9] ;
- infection du liquide d'ascite[9] ;
- réanimation[9]…

### Albumine sérique bovine
L'albumine sérique bovine (en anglais bovine serum albumin ou BSA) est une source d'albumine extraite du sérum du sang de bœuf. Elle est utilisée en biologie moléculaire, par exemple pour saturer les membranes d'hybridation des western blots.